# 龙华店乡
龙华店乡，是中华人民共和国河北省沧州市河间市下辖的一个乡镇级行政单位。

## 行政区划
龙华店乡下辖以下地区：
东周村、西周村、福海庄村、南太平庄村、兴隆店村、南辛庄村、龙华店村、阎辛庄村、南王庄村、邵洪店二分村、邵洪店一分村、北皇亲庄一分村、北皇亲庄二分村、北皇亲庄三分村、北皇亲庄四分村、西张村、南石家村、尹洼村、林村、小柴村、孙常村、黄屯村、小集村、徐杨屯村、宋村和时庄村。